# Cemevi
Cemevi (udtales: Djæm-ævi) betyder forsamlingshus og er en betegnelse for det sted hvor alevitterne afholder deres religiøse ceremonier.

## Etymologi
Cemevi består af ordene Cem og evi. Cem kommer af det arabiske udtryk al-jam' , som betyder "forsamling", mens det tyrkiske ord evi er den bestemte form af ordet ev (hus) og betyder således "huset".